# 影 (姓)
影（えい）は、漢姓の一つ。

## 朝鮮の姓
影（えい、ヨン、朝: 영）は、朝鮮人の姓の一つである。

### 氏族
2015年の韓国の調査によると、宣川影氏は10人がいる。 

### 人口と割合
1975年度国勢調査の時初めて現れた。
| 年度   | 人口 | 世帯数 | 順位         | 割合 |
| ------ | ---- | ------ | ------------ | ---- |
| 1985年 | 9人  |        | 274姓中258位 |      |
| 2000年 |      |        |              |      |
| 2015年 | 10人 |        |              |      |